# Jamie Donaldson
Jamie Donaldson, est un golfeur gallois né le 19 octobre 1975 à Pontypridd (Pays de Galles). Il est sélectionné pour jouer dans la sélection européenne lors de la Ryder Cup de 2014 qu'il remportera à Gleneagles en Écosse.

## Biographie
Donaldson débute sa première participation à la Ryder Cup 2014 sur le parcours de Gleneagles (Écosse). Associé à Lee Westwood, il remporte deux matchs de double avant d'apporter le point décisif à l'équipe européenne en battant Keegan Bradley 4&3 lors des simples.

## Palmarès

### Ryder Cup
- Vainqueur en 2014.